# Castello di Kyburg
Il castello di Kyburg è situato nella località omonima nel comune di Illnau-Effretikon (Canton Zurigo), Svizzera. Il castello si eleva a sud di Winterthur sopra il fiume Töss, è compreso nell'Inventario svizzero dei beni culturali di importanza nazionale.
Il castello di Kyburg è una tra le più grandi fortezze medievali della Svizzera orientale e costituisce una testimonianza delle fortificazioni costruite nel XIII e XIV secolo. 

## Origine del nome
Le più antiche menzioni del nome della località in cui sorge il castello sono nelle forme Chuigeburch e Choͧiburk entrambe derivanti dall'unione della forma plurale kuoi del sostantivo  kuo (vacca) e della parola burg (città, castello). Il significato del nome come castello per il bestiame è però equivoco, era frequente la conversione burg/berg (montagna, elevazione), nel nome appare quindi più verosimile che l'origine fosse berg. Nell'edificazione dei castelli era frequente utilizzare come nome per il castello il nome del luogo in cui esso era costruito. Dal XII secolo è documentata la trasformazione della parte iniziale del nome in Choͧi-, Kui-, Chy- e poi Chii-, sono ritrovate le forme Chybburg e Chypurg. Il nome attuale è in uso dal XVI secolo.

## Storia
Il suo nucleo probabilmente risale al periodo di massimo splendore dei von Kyburg (ca. 1200); altri imponenti edifici si aggiunsero nel XIII e XIV secolo. 
Dopo il passaggio a Zurigo, dal 1424 furono ampiamente restaurati il dongione, il palazzo, la casa dei cavalieri e la cappella, menzionato indirettamente per la prima volta nel 1235 (pitture murali in stile gotico, che illustrano i diritti di Zurigo sul pegno imperiale). Durante il mandato del balivo Hans Rudolf Lavater, la fortezza fu oggetto di importanti interventi, riguardanti soprattutto la casa dei cavalieri (1527-28). Una serie di ulteriori lavori diede al complesso l'aspetto attuale. 
Dichiarato bene nazionale nel 1798, il castello divenne proprietà del canton Zurigo nel 1803. Nel 1832 Franz Heinrich Hirzel acquistò all'asta la fortezza, che rivendette nel 1835 al conte polacco Alexander Sobansky. In seguito appartenne a Matthäus Pfau ed Eduard Bodmer-Thomann. Nel 1917 gli eredi di quest'ultimo cedettero la fortezza al canton Zurigo, che dopo una ristrutturazione generale la rese accessibile al pubblico trasformandola in un museo storico (dal 1927). 

## Struttura
Il complesso comprende il dongione, la residenza signorile (palazzo), la casa dei cavalieri, la cappella e gli edifici di utilità, edificati attorno all'ampia corte e collegati con un muro di cinta.